# Sauteria spongiosa
Sauteria spongiosa là một loài rêu trong họ Cleveaceae. Loài này được Kashyap S. Hatt. mô tả khoa học đầu tiên năm 1954.